# Ady Endre Emlékmúzeum (Budapest)
A budapesti Ady Endre Emlékmúzeum születésének századik évfordulójára, a költő emlékére 1977-ben létrehozott kiállítóhely (Ady-emléklakás). 
A Petőfi Irodalmi Múzeum alakította ki a költő utolsó lakásában, a budapesti V. kerületi Veres Pálné utca 4-6. szám alatt. Ady felesége, Boncza Berta apja halála után tőle örökölte. A házaspár 1917 őszétől a költő haláláig lakott itt. A három szoba az eredeti személyes tárgyakat mutatja be, a dokumentumok pedig Ady háborús éveiről szólnak.